# Dunajský park

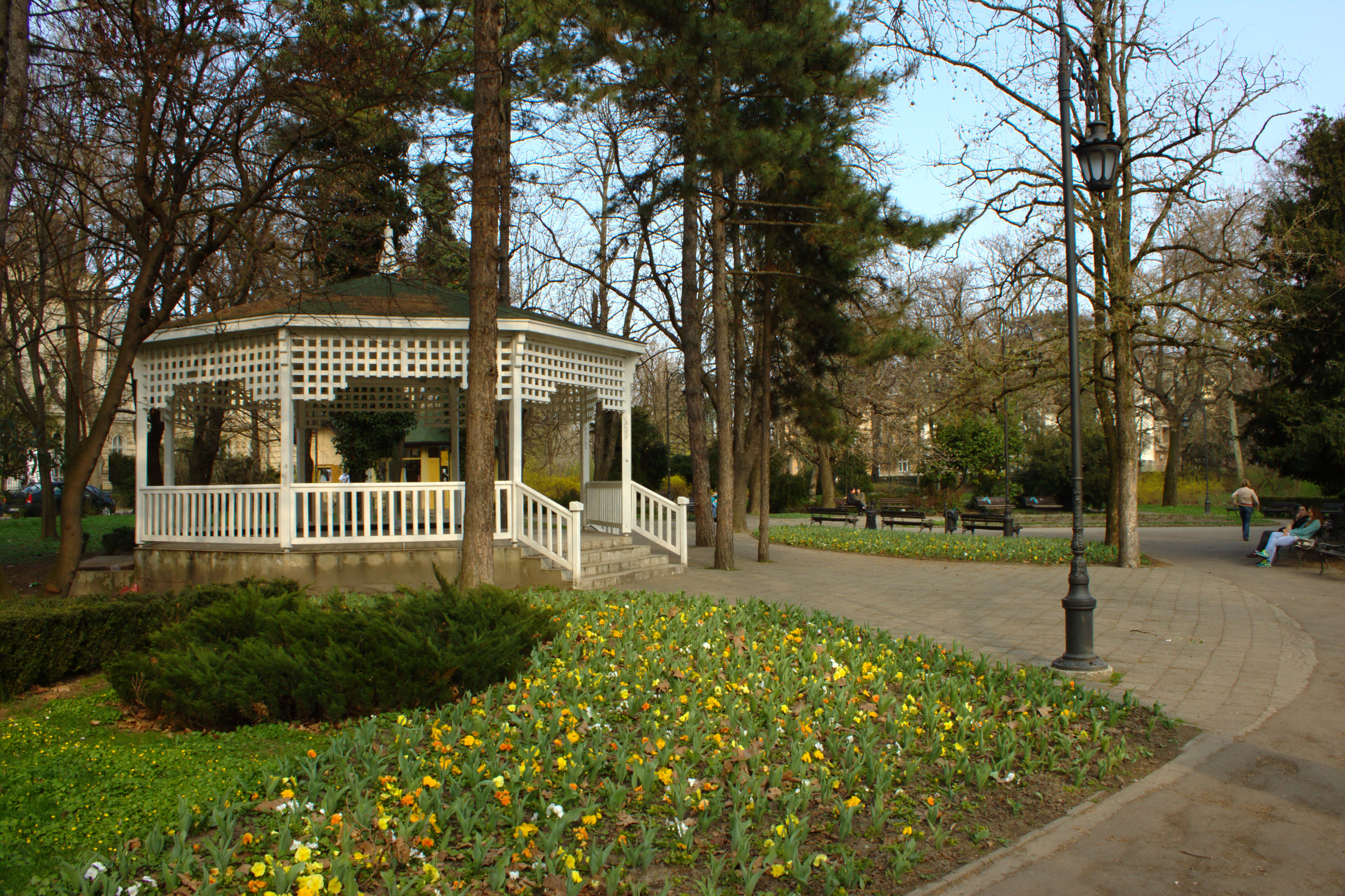
Altán

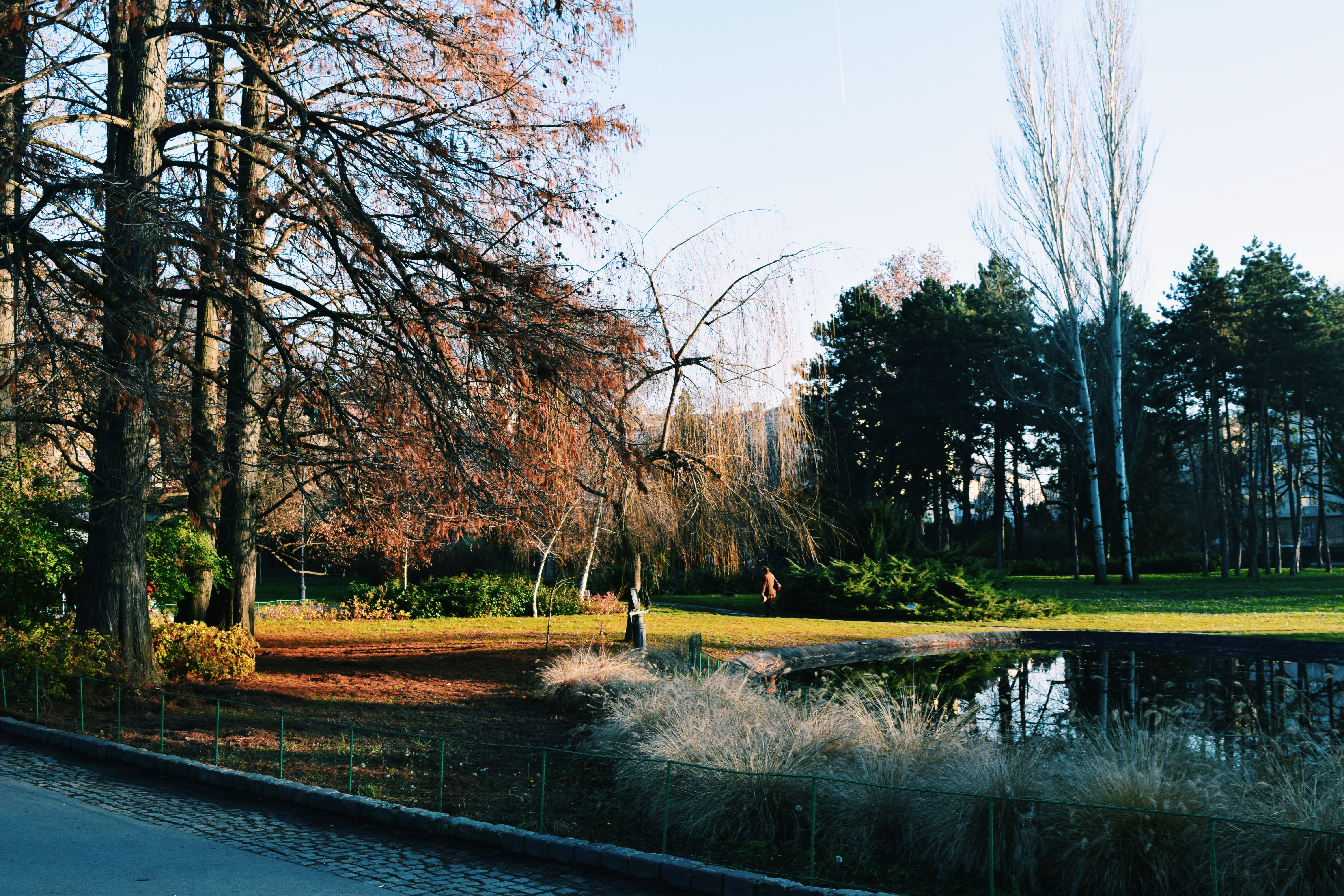
Park na podzim

Dunajský park (srbsky Дунавски парк/Dunavski park) je městský park, který se nachází v centrální části metropole Vojvodiny, v Novém Sadu. Nachází se v blízkosti řeky Dunaje a Dunajské ulice.
V 19. století se na místě parku nacházelo slepé rameno řeky, které postupně obrůstalo křovím a vrbami. Dobře se zde dařilo žábám a komárům. Úroveň terénu zde byla nižší než u nábřeží, neboť byla půda z okolí slepého ramena často využívána jako stavební materiál, především protipovodňové hráze.
Poté, co v roce 1895 padlo rozhodnutí, že na místě slepého ramena vznikne park, byly nejprve zasypány nejhlubší části ramene, které tvořil písek a jíl. Střed ramene však zůstal obestavěn a vzniklo zde parkové jezero s názvem Eržebet s vrbou. Rozvoj samotného parku do současné podoby se uskutečnil však až v první polovině 20. století, kdy byly okrajové části ramene zastavěny a byl tak stavebně vymezen park v dnešní velikosti. Vybudován byl např. soudní palác, kde dnes sídlí Muzeum Vojvodiny. V parku také byla umístěna socha Nimfa od novosadského sochaře Đorđe Jovanoviće.
Bylo rovněž vybudováno i dětské hřiště. Z celkem 33 695 m2 parku tvoří zeleň 22 000 m2. Nachází se zde 760 stromů, včetně dubů, platanů, bříz, kaštanů, jabloní a dalších. V parku se také vyskytují labutě (do prvních mrazů) a turistickou atrakcí jsou želvy.